# Tân Phong, Quận 7
Tân Phong là một phường thuộc Quận 7, Thành phố Hồ Chí Minh, Việt Nam.

## Địa lý
Phường Tân Phong nằm ở phía tây Quận 7, có vị trí địa lý:
- Phía đông giáp phường Tân Phú
- Phía tây giáp huyện Bình Chánh
- Phía nam giáp huyện Nhà Bè
- Phía bắc giáp các phường Tân Quy và Tân Hưng.

Phường có diện tích 4,48 km², dân số năm 2021 là 36.572 người,  mật độ dân số đạt 8.163 người/km².

## Lịch sử
Dưới thời nhà Nguyễn, phần lớn địa bàn phường Tân Phong hiện nay thuộc làng Tân Quy Đông thuộc tổng Bình Trị Hạ, huyện Bình Dương, phủ Tân Bình, tỉnh Gia Định. Đến thời Pháp thuộc, chính quyền đặt tổng Bình Trị Hạ thuộc quận Nhà Bè, tỉnh Gia Định.
Sau năm 1956, các làng gọi là xã, Tân Quy Đông là một xã thuộc quận Nhà Bè.
Sau năm 1975, xã Tân Quy Đông được đổi tên thành xã Tân Quy thuộc huyện Nhà Bè, Thành phố Hồ Chí Minh.
Ngày 17 tháng 7 năm 1986, Hội đồng Bộ trưởng ban hành Quyết định 87-HĐBT. Theo đó, chia xã Tân Quy thành hai xã Tân Quy Đông và Tân Quy Tây.
Ngày 6 tháng 1 năm 1997, Chính phủ ban hành Nghị định số 03-CP. Theo đó:
- Chuyển các xã Tân Quy Đông và Tân Quy Tây về Quận 7 mới thành lập
- Thành lập phường Tân Phong trên cơ sở 290 ha diện tích tự nhiên và 4.044 người của xã Tân Quy Đông; 100 ha diện tích tự nhiên và 680 người của xã Tân Quy Tây; 40 ha diện tích tự nhiên và 33 người của xã Phú Mỹ.

Sau khi thành lập, phường Tân Phong có 430 ha diện tích tự nhiên và 4.757 người.